# Уэйн (округ, Западная Виргиния)
Округ Уэйн (англ. Wayne County) располагается в США, штате Западная Виргиния. Официально образован 18 января 1842 года, получил своё название в честь американского государственного деятеля, генерала и участника войны за независимость Энтони Уэйна. По состоянию на 2012 год, численность населения составляла 41 649 человек.

## География
По данным Бюро переписи США, общая площадь округа равняется 1326 км², из которых 1311 км² суша и 16 км² или 1,2 % это водоёмы.

### Соседние округа
- Лоренс (Огайо) — север
- Кабелл (Западная Виргиния) — северо-восток
- Линкольн (Западная Виргиния) — восток
- Минго (Западная Виргиния) — юго-восток
- Мартин (Кентукки) — юг
- Лоренс (Кентукки) — запад
- Престон (Кентукки) — северо-запад

## Демография
По данным переписи населения 2000 года в округе проживает 42 903 жителя в составе 17 239 домашних хозяйств и 12 653 семей. Плотность населения составляет 33 человека на км². На территории округа насчитывается 19 107 жилых строений, при плотности застройки 15 строений на км². Расовый состав населения: белые — 98,79 %, афроамериканцы — 0,13 %, коренные американцы (индейцы) — 0,23 %, азиаты — 0,20 %, гавайцы — 0,02 %, представители других рас — 0,08 %, представители двух или более рас — 0,56 %. Испаноязычные составляли 0,47 % населения независимо от расы.
В составе 31,20 % из общего числа домашних хозяйств проживают дети в возрасте до 18 лет, 59,20 % домашних хозяйств представляют собой супружеские пары проживающие вместе, 10,80 % домашних хозяйств представляют собой одиноких женщин без супруга, 26,60 % домашних хозяйств не имеют отношения к семьям, 24,10 % домашних хозяйств состоят из одного человека, 11,10 % домашних хозяйств состоят из престарелых (65 лет и старше), проживающих в одиночестве. Средний размер домашнего хозяйства составляет 2,48 человека, и средний размер семьи 2,92 человека.
Возрастной состав округа: 23,40 % моложе 18 лет, 8,70 % от 18 до 24, 27,70 % от 25 до 44, 25,30 % от 45 до 64 и 14,90 % от 65 и старше. Средний возраст жителя округа 38 лет. На каждые 100 женщин приходится 95,80 мужчин. На каждые 100 женщин старше 18 лет приходится 91,80 мужчин.
Средний доход на домохозяйство в округе составлял 27 352 USD, на семью — 32 458 USD. Среднестатистический заработок мужчины был 31 554 USD против 20 720 USD для женщины. Доход на душу населения составлял 14 906 USD. Около 16,20 % семей и 19,60 % общего населения находились ниже черты бедности, в том числе — 25,50 % молодежи (тех кому ещё не исполнилось 18 лет) и 15,20 % тех кому было уже больше 65 лет.